# ハニ・ヤヒーラ
ハニ・ヤヒーラ（Rani Yahya、1984年9月12日 - ）は、ブラジルの男性柔術家、総合格闘家。ブラジリア出身。アメリカン・トップチーム所属。

## 来歴
シリア人の父親とブラジル人の母親の間に生まれる。子供の頃から柔道、テコンドー、空手を始め、11歳からアタイジ・ジュニオールのもとでブラジリアン柔術を始めた。
2003年5月、アブダビコンバット66kg級に出場。1回戦に勝利するものの、2回戦でレオナルド・ヴィエイラに敗北。
2005年5月、アブダビコンバット66kg級に出場。準決勝でマーシオ・フェイトーザに判定勝ちするものの、決勝ではまたしてもレオナルド・ヴィエイラに判定負け。準優勝となった。
2005年12月11日、D.O.G IVで初来日し、メインイベントで中原太陽に変型スリーパーホールド（ノースサウスチョーク）で一本勝ち。なお、67kg契約であったが、ヤヒーラは3kg体重オーバーしていた。(試合当日の来日であった)
2006年2月4日、MARSで矢野卓見と対戦し、三角絞めで一本勝ち。

### HERO'S
2006年5月3日、HERO'Sミドル級（-70kg）トーナメント1回戦で上山龍紀と対戦し、オファーを受けたのが前日という緊急参戦にもかかわらず、2-0の判定で上山を下した。
2006年8月5日、HERO'Sミドル級（-70kg）トーナメント準々決勝で安廣一哉と対戦し、変型チョークスリーパーで一本勝ち。
2006年10月9日、HERO'Sミドル級（-70kg）トーナメント準決勝でJ.Z.カルバンと対戦し、フロントチョークで一本負け。
2007年5月、アブダビコンバット66kg級に出場。準決勝でバレット・ヨシダに勝利し、決勝ではレオナルド・ヴィエイラにチョークスリーパーで一本勝ち、リベンジを果たし優勝を飾った。

### WEC
2007年6月3日、WEC初参戦となったWEC 28でマーク・ホーミニックと対戦し、チョークスリーパーで一本勝ち。
2007年9月5日、WEC 30のWEC世界バンタム級タイトルマッチで王者チェイス・ビービーに挑戦。1Rはグラウンドで優勢に立ったが、徐々にスタミナが切れ失速。5分5Rを戦い抜いたが、0-3の判定負けを喫し王座獲得に失敗した。
2007年12月31日、K-1 PREMIUM 2007 Dynamite!!で山本"KID"徳郁と対戦。スタンドでKIDをふらつかせる場面もあったが、最後はパンチラッシュでKO負け。試合前の計量で体重超過し、イエローカードが提示された（減点1およびファイトマネー30％カット）。
2008年11月5日、WEC 36で前田吉朗と対戦。計量では2ポンドオーバーしたが、前田が137ポンドでの試合を了承したため再計量無しで試合に臨み、試合ではフロントチョークで一本勝ちを収めた。
2009年4月5日、WEC 40でエディ・ワインランドと対戦し、チョークスリーパーで一本勝ち。サブミッション・オブ・ザ・ナイトを受賞した。
2009年8月9日、WEC 42でジョン・ホスマンと対戦し、ノースサウスチョークで一本勝ち。サブミッション・オブ・ザ・ナイトを受賞した。
2009年9月、アブダビコンバット66kg級に出場。1回戦で八隅孝平、2回戦でジェフ・グローバーに勝利したものの、準決勝でフーベンス・シャーレスにキムラロックで一本負け、負傷のため3位決定戦を辞退した。
2009年12月19日、WEC 45でジョセフ・ベナビデスと対戦し、パウンドでTKO負けを喫した。
2010年4月24日、WEC 48で水垣偉弥と対戦し、0-3の判定負けを喫した。

### UFC
2011年1月22日、UFC初参戦となったUFC: Fight for the Troops 2でマイク・トーマス・ブラウンと対戦し、3-0の判定勝ちを収めた。当初はジョン・チャンソンと対戦予定だったが、チャンソンが怪我で欠場したため、対戦相手がブラウンに変更された。
2011年8月6日、UFC 133でチャド・メンデスと対戦し、0-3の判定負け。
2013年3月3日、日本で開催されたUFC on Fuel TV 8で廣田瑞人と対戦し、3-0の判定勝ちを収めた。
2015年7月15日、UFC Fight Night: Mir vs. Duffeeで金原正徳と対戦し、2-1の判定勝ちを収めた。

## 戦績

### 総合格闘技
| 総合格闘技 戦績 | 総合格闘技 戦績 | 総合格闘技 戦績 | 総合格闘技 戦績 | 総合格闘技 戦績 | 総合格闘技 戦績 | 総合格闘技 戦績 |
| --------------- | --------------- | --------------- | --------------- | --------------- | --------------- | --------------- |
| 42 試合         | (T)KO           | 一本            | 判定            | その他          | 引き分け        | 無効試合        |
| 28 勝           | 0               | 21              | 7               | 0               | 1               | 1               |
| 12 敗           | 4               | 1               | 7               | 0               | 1               | 1               |

| 勝敗 | 対戦相手                   | 試合結果                               | 大会名                                                                                                  | 開催年月日     |
| ×    | ビクター・ヘンリー         | 3R 2:36 TKO（スタンドパンチ連打）      | UFC on ESPN 55: Nicolau vs. Perez                                                                       | 2024年4月27日  |
| ×    | モンテル・ジャクソン       | 1R 3:42 KO（左ストレート→パウンド）    | UFC Fight Night: Pavlovich vs. Blaydes                                                                  | 2023年4月22日  |
| ○    | カン・ギョンホ             | 5分3R終了 判定3-0                      | UFC Fight Night: Vieira vs. Tate                                                                        | 2021年11月20日 |
| ○    | レイ・ロドリゲス           | 2R 3:09 肩固め                         | UFC Fight Night: Edwards vs. Muhammad                                                                   | 2021年3月13日  |
| △    | エンリケ・バルソラ         | 5分3R終了 判定0-1                      | UFC Fight Night: Lee vs. Oliveira                                                                       | 2020年3月14日  |
| ×    | リッキー・シモン           | 5分3R終了 判定0-3                      | UFC 234: Adesanya vs. Silva                                                                             | 2019年2月10日  |
| ○    | ルーク・サンダース         | 1R 1:31 ヒールフック                   | UFC Fight Night: Gaethje vs. Vick                                                                       | 2018年8月25日  |
| ○    | ラッセル・ドーン           | 3R 2:32 肩固め                         | UFC on FOX 28: Emmett vs. Stephens                                                                      | 2018年2月24日  |
| ○    | エンリー・ブリオネス       | 1R 2:01 キムラロック                   | UFC Fight Night: Pettis vs. Moreno                                                                      | 2017年8月5日   |
| ×    | ジョー・ソト               | 5分3R終了 判定0-3                      | UFC Fight Night: Belfort vs. Gastelum                                                                   | 2017年3月11日  |
| ○    | 田中路教                   | 5分3R終了 判定3-0                      | UFC Fight Night: Cyborg vs. Lansberg                                                                    | 2016年9月24日  |
| ○    | マシュー・ロペス           | 3R 4:19 肩固め                         | UFC Fight Night: McDonald vs. Lineker                                                                   | 2016年7月13日  |
| ○    | 金原正徳                   | 5分3R終了 判定2-1                      | UFC Fight Night: Mir vs. Duffee                                                                         | 2015年7月15日  |
| ○    | ジョニー・ベッドフォード   | 2R 2:04 キムラロック                   | UFC Fight Night: Bigfoot vs. Arlovski                                                                   | 2014年9月13日  |
| －   | ジョニー・ベッドフォード   | 1R 0:39 ノーコンテスト（バッティング） | UFC Fight Night: Nogueira vs. Nelson                                                                    | 2014年4月11日  |
| ×    | トム・ニーニマキ           | 5分3R終了 判定1-2                      | The Ultimate Fighter 18 Finale                                                                          | 2013年11月30日 |
| ○    | ジョシュ・クロプトン       | 5分3R終了 判定3-0                      | UFC 163: Aldo vs. Korean Zombie                                                                         | 2013年8月3日   |
| ○    | 廣田瑞人                   | 5分3R終了 判定3-0                      | UFC on Fuel TV 8: Silva vs. Stann                                                                       | 2013年3月3日   |
| ○    | ジョシュ・グリスピ         | 1R 3:15 ノースサウスチョーク           | UFC on FOX 4: Shogun vs. Vera                                                                           | 2012年8月4日   |
| ×    | チャド・メンデス           | 5分3R終了 判定0-3                      | UFC 133: Evans vs. Ortiz                                                                                | 2011年8月6日   |
| ○    | マイク・トーマス・ブラウン | 5分3R終了 判定3-0                      | UFC: Fight for the Troops 2                                                                             | 2011年1月22日  |
| ×    | 水垣偉弥                   | 5分3R終了 判定0-3                      | WEC 48: Aldo vs. Faber                                                                                  | 2010年4月24日  |
| ×    | ジョセフ・ベナビデス       | 1R 1:35 TKO（右フック→パウンド）       | WEC 45: Cerrone vs. Ratcliff                                                                            | 2009年12月19日 |
| ○    | ジョン・ホスマン           | 1R 2:08 ノースサウスチョーク           | WEC 42: Torres vs. Bowles                                                                               | 2009年8月9日   |
| ○    | エディ・ワインランド       | 1R 1:07 チョークスリーパー             | WEC 40: Torres vs. Mizugaki                                                                             | 2009年4月5日   |
| ○    | 前田吉朗                   | 1R 3:30 ギロチンチョーク               | WEC 36: Faber vs. Brown                                                                                 | 2008年11月5日  |
| ×    | 山本"KID"徳郁              | 2R 3:11 KO（スタンドパンチ連打）       | K-1 PREMIUM 2007 Dynamite!!                                                                             | 2007年12月31日 |
| ×    | チェイス・ビービー         | 5分5R終了 判定0-3                      | WEC 30: McCullough vs. Crunkilton 【WEC世界バンタム級タイトルマッチ】                                   | 2007年9月5日   |
| ○    | マーク・ホーミニック       | 1R 1:19 チョークスリーパー             | WEC 28: Faber vs. Farrar                                                                                | 2007年6月3日   |
| ○    | ルイ・モレノ               | 1R 0:23 ギロチンチョーク               | PFC 2: Fast and Furious                                                                                 | 2007年3月22日  |
| ×    | J.Z.カルバン               | 1R 0:39 ギロチンチョーク               | HERO'S 2006 ミドル&ライトヘビー級世界最強王者決定トーナメント決勝戦 【ミドル級トーナメント 準決勝】     | 2006年10月9日  |
| ○    | 安廣一哉                   | 1R 1:08 ダースチョーク                 | HERO'S 2006 ミドル&ライトヘビー級世界最強王者決定トーナメント準々決勝 【ミドル級トーナメント 準々決勝】 | 2006年8月5日   |
| ○    | イーベン・カネシロ         | 3R エゼキエルチョーク                  | Universal Above Ground Fighting: Kaos on the Kampus                                                     | 2006年5月20日  |
| ○    | 上山龍紀                   | 5分2R終了 判定2-0                      | HERO'S 2006 ミドル級世界最強王者決定トーナメント開幕戦 【ミドル級トーナメント 1回戦】                   | 2006年5月3日   |
| ○    | 矢野卓見                   | 3R 2:14 三角絞め                       | MARS in 有明                                                                                            | 2006年2月4日   |
| ○    | 中原太陽                   | 1R 1:59 ノースサウスチョーク           | D.O.G IV                                                                                                | 2005年12月11日 |
| ○    | ファビオ・アウベス         | 1R 肩固め                              | K-1 Brazil: Next Generation                                                                             | 2004年10月30日 |
| ×    | フレジソン・パイシャオン   | 3分5R終了 判定0-3                      | Jungle Fight 2                                                                                          | 2004年5月15日  |
| ○    | ルシアーノ・サントス       | キーロック                             | TNT Vale Tudo 2 【決勝】                                                                                | 2004年4月17日  |
| ○    | ムジーラ                   | 腕ひしぎ十字固め                       | TNT Vale Tudo 2 【準決勝】                                                                              | 2004年4月17日  |
| ○    | ファビオ・アウベス         | ペルヴィアン・ネクタイ                 | TNT Vale Tudo 2 【1回戦】                                                                               | 2004年4月17日  |
| ○    | ジュニオール・ペバ         | 1R 1:30 肩固め                         | Kallifas Vale Tudo                                                                                      | 2002年9月14日  |

### グラップリング
2007年のADCCサブミッション・ファイティング世界選手権の66kg級で金メダルを獲得した実績を持つ。また、2005年の同大会同階級では銀メダルを獲得している。
| 勝敗 | 対戦相手               | 試合結果     | 大会名                          | 開催年月日    |
| ×    | フーベンス・シャーレス | キムラロック | ADCC 2009 【66kg未満級 準決勝】 | 2009年9月27日 |
| ○    | ジェフ・グローバー     | ポイント     | ADCC 2009 【66kg未満級 2回戦】  | 2009年9月26日 |
| ○    | 八隅孝平               | 肩固め       | ADCC 2009 【66kg未満級 1回戦】  | 2009年9月26日 |
| ○    | ギルバート・メレンデス | ポイント12-2 | トーナメント・オブ・プロズ      | 2006年4月15日 |

## 獲得タイトル
- 第5回アブダビコンバット・ブラジル予選 66kg級 優勝（2003年）
- TNT Vale Tudo 2 優勝（2004年）
- 第6回アブダビコンバット 66kg級 準優勝（2005年）
- 第7回アブダビコンバット 66kg級 優勝（2007年）

## 表彰
- WEC サブミッション・オブ・ザ・ナイト（2回）